# 齋藤利茂
齋藤利茂（生年不詳－卒年不詳）是室町時代至日本戰國時代的武將。父親是齋藤妙純（『古代氏族系譜集成』、『齋藤系圖』）或齋藤利為（『美濃國諸家系譜』、『百家系圖』）。通稱帶刀左衛門尉。一說與齋藤又四郎為同一人物（『美濃明細記』）。

## 生平
生年不詳。在永正18年（1521年）期間，代替齋藤利良在美濃國守護土岐賴武之下擔任守護代（『岐阜市史』）。同年，在汾陽寺（現今岐阜縣關市）發出禁制（『汾陽寺文書』）。大永5年（1525年），長井長弘和長井新左衛門擁立與賴武對立的土岐賴藝（賴武的弟弟），並發起反亂，更佔據美濃守護所的福光館和攻下利茂所據的稻葉山城。享祿3年（1530年），因為賴武逃往越前，於是庶流長井氏掌握美濃的實權。
此後亦繼續與賴藝方對立，與繼承長井氏的長井規秀（後來的齋藤道三）鬥爭。天文5年（1536年）7月，賴藝成為美濃國守護，並捨棄賴武的兒子賴純。之後經六角定賴的仲介而投向賴藝方，在賴藝之下擔任守護代。天文7年（1538年），維持阿願寺（現今岐阜縣岐阜市）的寺領（『阿願寺文書』）。天文10年（1541年）後動向不明，一說指與賴藝一同被道三流放而沒落。
一說指有兒子毘沙德丸。